# Sunbelt IndyCarnival 1997
Sunbelt IndyCarnival 1997 var ett race som kördes den 6 april på Surfers Paradise Street Circuit. Tävlingen ingick i CART säsongen 1997. Scott Pruett vann tävlingen, efter att ha chansat på det mera hållbara däcket över en hel racedistans, mot ett sämre resultat under kvalet. Det var Pruetts första seger i CART-sammanhang. Alex Zanardi tog pole position, samt snabbaste varv, men fick nöja sig med en fjärdeplats. Michael Andretti behöll mästerskapsledningen genom en tredjeplats.

## Slutresultat
| Plats | Förare                | Team                     | Grid | Kvaltid  |
| ----- | --------------------- | ------------------------ | ---- | -------- |
| 1     | Scott Pruett          | Patrick Racing           | 7    | 1.36,831 |
| 2     | Greg Moore            | Forsythe Racing          | 4    | 1.36,754 |
| 3     | Michael Andretti      | Newman/Haas Racing       | 12   | 1.37,371 |
| 4     | Alex Zanardi          | Chip Ganassi Racing      | 1    | 1.35,940 |
| 5     | Gil de Ferran         | Walker Racing            | 11   | 1.37,324 |
| 6     | André Ribeiro         | Tasman Motorsports       | 14   | 1.37,646 |
| 7     | Raul Boesel           | Patrick Racing           | 19   | 1.38,521 |
| 8     | Mark Blundell         | PacWest Racing           | 5    | 1.36,754 |
| 9     | Dario Franchitti      | Hogan Racing             | 13   | 1.37,592 |
| 10    | Bobby Rahal           | Team Rahal               | 10   | 1.37,078 |
| 11    | Adrián Fernández      | Tasman Motorsports       | 15   | 1.37,819 |
| 12    | Jimmy Vasser          | Chip Ganassi Racing      | 3    | 1.36,441 |
| 13    | Richie Hearn          | Della Penna Motorsports  | 20   | 1.38,990 |
| 14    | Max Papis             | Arciero-Wells Racing     | 22   | 1.39,927 |
| 15    | Patrick Carpentier    | Bettenhausen Motorsports | 21   | 1.39,595 |
| 16    | Arnd Meier            | Project Indy             | 27   | 1.42,316 |
| 17    | Maurício Gugelmin     | PacWest Racing           | 8    | 1.36,896 |
| 18    | Michel Jourdain Jr.   | Payton/Coyne Racing      | 26   | 1.41,871 |
| 19    | Paul Tracy            | Marlboro Team Penske     | 2    | 1.36,140 |
| 20    | Juan Manuel Fangio II | All American Racing      | 23   | 1.39,981 |
| 21    | Parker Johnstone      | Team KOOL Green          | 6    | 1.36,772 |
| 22    | Bryan Herta           | Team Rahal               | 16   | 1.37,895 |
| 23    | Paul Jasper           | Payton/Coyne Racing      | 24   | 1.40,138 |
| 24    | Gualter Salles        | Davis/Craig Racing       | 18   | 1.38,325 |
| 25    | Hiro Matsushita       | Arciero-Wells Racing     | 28   | 1.42,798 |
| 26    | P.J. Jones            | All American Racing      | 25   | 1.40,505 |
| 27    | Al Unser Jr.          | Marlboro Team Penske     | 17   | 1.38,218 |
| 28    | Christian Fittipaldi  | Newman/Haas Racing       | 9    | 1.36,945 |